# Prycierpa (obwód miński)
Prycierpa (biał. Прыцерпа; ros. Притерпа, Pritierpa) – wieś na Białorusi, w obwodzie mińskim, w rejonie berezyńskim, w sielsowiecie Bahuszewiczy. W 2009 roku liczyła 11 mieszkańców.